# Raimundo IV de Trípoli
Raimundo IV de Trípoli (nascido a c.1169-1172 - morto em 1198-1199) foi conde de Trípoli de 1187 a 1189, e príncipe herdeiro do Principado de Antioquia e seu regente em 1193-1194. Era o primogénito do príncipe Boemundo III de Antioquia com Orgueilleuse d'Harenc (ou Harim).
Na batalha de Hatim de 1187, Raimundo estava na vanguarda, com as forças de Raimundo III de Trípoli que escaparam ao inimigo. Quando este morreu pouco depois sem herdeiros, legou o condado a Raimundo IV, seu afilhado. No entanto, Boemundo III ignorou estas disposições: com o objectivo de manter o seu herdeiro em Antioquia, em 1189 instalou o seu segundo filho, Boemundo IV, como conde de Trípoli. Assim, quando o seu pai foi aprisionado por Leão II da Arménia, como herdeiro do principado Raimundo IV assumiu a regência até ao regresso de Boemundo III.
Em 1195 casou-se com Alice, uma sobrinha de Leão II e filha de Rúben III, para solidificar a paz entre os dois estados. Com a morte de Raimundo IV em 1198-1199 e de Boemundo III em 1201, o filho que nasceu desta união, Raimundo-Rúben, teria que lutar contra o tio Boemundo IV pelo seu direito de herança sobre Antioquia, com o apoio do Reino Arménio da Cilícia.